# Khadija Mohammad
Khadija Mohammed (arab. ‏خديجة محمد‎; ur. 19 czerwca 1995 w Dubaju) – emiracka sztangistka reprezentująca, uczestniczka letnich igrzysk olimpijskich w Londynie.
Mohammed została pierwszą kobietą, która miała nosić hidżab lub muzułmański szalik na Olimpiadzie, a także nowo zatwierdzoną jednostkę, która pokrywa większość ciała zawodniczki.

## Życiorys

### Rekord życiowy
Jej rekord życiowy wynosił 110 kg, który uzyskany został na zawodach w Korei Południowej. Osiągnęła ona wtedy 50 kg w rwaniu i 60 w podrzucie. Poprawiony on został jednak w Londynie i był lepszy o 3 kilogramy.

### Igrzyska olimpijskie
W wieku 17 lat w Londynie brała udział w kategorii do 75 kg. Podniosła ona łącznie 113 kg (51 w rwaniu i 62 w podrzucie), co dało jej 12. miejsce w klasyfikacji końcowej. Była ona trzecią kobietą w historii występów ZEA na igrzyskach.